# 13840 Wayneanderson
13840 Wayneanderson eller 1999 XW31 är en asteroid i huvudbältet som upptäcktes den 6 december 1999 av LINEAR i Socorro County, New Mexico. Den är uppkallad efter Wayne E. Anderson.
Asteroiden har en diameter på ungefär 5 kilometer och den tillhör asteroidgruppen Nysa.